# Nathan Adler
Nathan ben Simeon ha-Kohen Adler, auch genannt Rebb Noosen (geboren am 16. Dezember 1741 in Frankfurt am Main; gestorben am 17. September 1800 ebenda) war ein deutscher Kabbalist und orthodoxer Rabbiner in Frankfurt am Main. Er gilt als Begründer einer westjüdisch-chassidischen Richtung (Frankfurter Chassidim).

## Leben

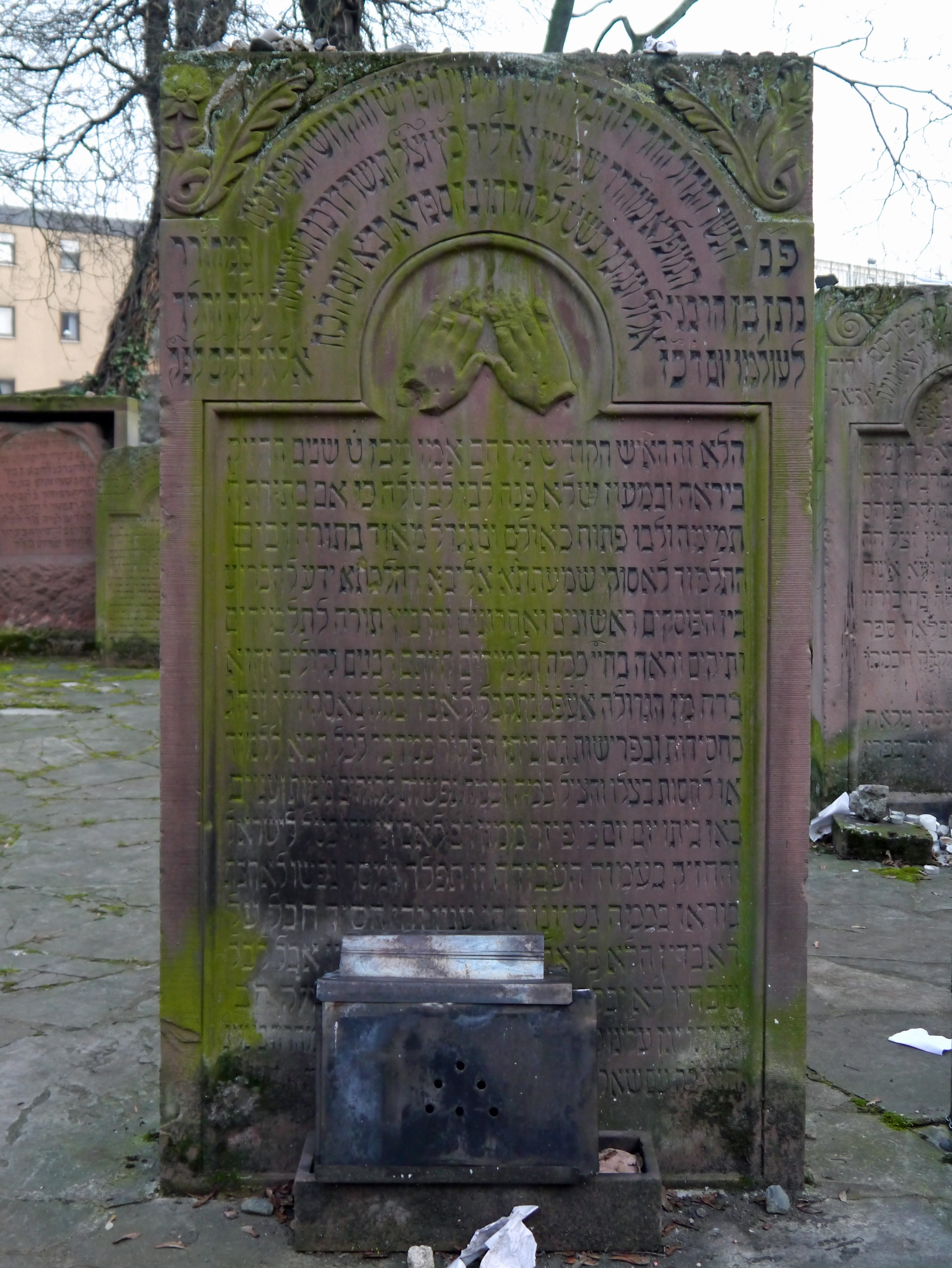
Grabstein auf dem Ehrenfeld des Friedhofes an der Battonnstraße

Nathan Adler stammte aus einer aschkenasischen Familie. Sein Vater war Jakob-Simeon Hakohen Adler. Die Frankfurter Adler-Familie nennt sich nach dem Adler auf der Kaiserfahne, die ein Angehöriger dieser Familie trug, als die Frankfurter Juden nach dem Fettmilch-Aufstand (1614) zurückkehrten. 
Nathan Adler war ein Schüler des Frankfurter Oberrabbiners Jakob-Josua Falk. In die Kabbala wurde er eingeführt vom nachfolgenden Oberrabbiner Abraham-Abusch Lissa.
Nathan Adler heiratete Kela Strauß, die Tochter des Fürther Oberrabbiners David Strauß, die 1774 starb.
Nathan Adler wurde orthodoxer Rabbiner in Frankfurt und eröffnete im Jahr 1762 eine eigene Jeschiwa. Zu seinen Schülern gehörten später bedeutende Rabbiner wie Abraham Bing, Wolf Heidenheim, Seckel Löb Wormser und Moses Sofer, später Rabbiner in Pressburg. Die Privatgottesdienste seiner Jeschiwa wurden nach der lurianisch-kabbalistischen Liturgie und in sefardischer Aussprache abgehalten. Das wurde von der Gemeinde verboten. 1772 erteilte ihm der Gemeindevorstand den Synagogenbann (Cherem), der erst kurz vor seinem Tod 1800 aufgehoben wurde. 
1782 wurde er zum Rabbiner von Boskowitz in Mähren gewählt. Aber er machte sich bald Feinde, weshalb er schon 1785 in sein früheres Amt nach Frankfurt zurückkehrte.
Nathan Adler war in zweiter Ehe mit Reichle Kohen verheiratet, der Tochter des Feist Kohen in Gießen, die ihn überlebte (gestorben 1805). Beide hatten keine Kinder, allerdings soll Nathan Marcus Adler, der spätere Oberrabbiner von Großbritannien, nach ihm benannt worden sein.
Nathan Adler wurde auf dem Jüdischen Friedhof in Frankfurt am Main beigesetzt.